# 72. brigada Slovenske vojske
72. brigada Slovenske vojske je vojaška formacija Slovenske vojske; nastanjena je v Vojašnici generala Maistra v Mariboru.
Od obeh brigad Slovenske vojske (druga je 1. brigada) je 72. brigada največja enota Slovenske vojske po številu enot.

## Poslanstvo in naloge

### Poslanstvo
72. brigada je lahka pehotna brigada, ki zagotavlja stalne in odzivne sile za nacionalno in kolektivno obrambo, vzdržuje že vzpostavljene in gradi zahtevane zmogljivosti za delovanje v nacionalnem prostoru in v okviru zavezništva, zagotavlja sile za delovanje v sistemu zaščite in reševanja ter sodeluje s Policijo pri varovanju državne meje.
Bataljonska bojna skupina 72. brigade pa je glavna deklarirana vojaška zmogljivost Republike Slovenije v zavezništvu.

### Glavne naloge
- Vzdrževanje doseženih zmogljivosti Bataljonske bojne skupine.
- Usposabljanje in zagotavljanje rotacij za mednarodne operacije in misije po načrtu Slovenske vojske.
- Zagotavljanje pripravljenosti za delovanje v mednarodnih operacijah in na misijah (MOM) in v Republiki Sloveniji.
- Gradnja in vzdrževanje načrtovanih vojaških zmogljivosti.
- Zagotavljanje zmogljivosti za zaščito, reševanje in pomoč (ZRP) za sodelovanje s Policijo pri širšem varovanju državne     meje.
- Zagotavljanje zaščite, reševanja in pomoči v sistemu Varstva pred naravnimi in drugimi nesrečami.
- Opravljanje nalog s področja civilno-vojaškega sodelovanja v sodelovanju z organizacijami, ki delujejo v javnem interesu na obrambnem področju.
- Zagotavljanje podpore države gostiteljice.

## Organizacija
72. brigada ima v svoji sestavi od julija 2025: 

## Civilno-vojaško sodelovanje
72. brigada ima za načrtovanje in usklajeno ter vodeno sodelovanje s civilnim okoljem v okviru uresničevanja poslanstva Slovenske vojske pristojnosti v 130 občinah Republike Slovenije.
Brigada podpira tudi organizacije, ki delujejo v javnem interesu na obrambnem področju in na njenem območju delujejo glede na prostorsko razmejitev. Podpira tudi večje športne dogodke na območju domicila.

## Mednarodne operacije in misije
Pripadniki in enote 72. brigade so sodelovale v različnih mednarodnih operacijah in misijah:
- Misija mednarodnih varnostnih sil v Afganistanu (International  Security Assistance Force – Isaf),
- Sile Kfor (Kosovo Force – KFOR) na Kosovu,
- Sile EUFOR (European  Forces – EUFOR) v Bosni in Hercegovini (BiH),
- Sile  UNIFIL (United Nations Interim Force in Lebanon – UNIFIL) v Libanonu,
- Odločna  podpora (Resolute Support – RSM) v Afganistanu,
- Okrepljene  prednja prisotnost (EnhancedForward Presence – eFP) v Latviji,
- Neomajna  odločenost (Inherent Resolve – OIR) v Iraku,
- Organizacija  združenih narodov za nadzor premirja (United Nations Truce Supervision Organization – UNTSO) v Siriji
- Misija Evropske unije NAVFOR MED – Sophia v Italiji,
- Misija EU za usposabljanje oboroženih sil Malija (EU Training Mission – EUTM]]) v Maliju,
- NATO poveljstvo Sarajevo, BiH.

## Zgodovina

### 1992–2003
72. brigada je začela delovati 1. septembra 1992, ko je bilo formirano poveljstvo brigade. Sestavljale so jo vojne enote, ki so se časovno različno prepodrejale v brigado. Načrtovana vojna sestava so bili poveljstvo, trije pehotni bataljoni, poveljniška četa, četa zvez, baterija za ognjeno podporo, protioklepna raketna baterija in zaledna četa.
Četrtega novembra 1996 sta se v strukturo brigade prepodredila 1. in 2. pehotni bataljon, 22. junija 1998 še 24. in 74. oklepno-mehanizirani bataljon ter 760. artilerijski bataljon.
Šestega januarja 2003 so se v brigado prepodredili še 76. protioklepni bataljon, 670. logistična baza in 362. četa zvez.
Od leta 1992 do 2003 je bila glavna naloga brigade usposabljanje nabornikov in rezervne sestave različnih rodov in služb.

### 2004–2013: brigada za bojno podporo
Po ukinitvi naborniškega sistema v Sloveniji leta 2003 je tudi 72. brigada prešla na profesionalno kadrovsko sestavo in od 2004 do 2013 deluje kot brigada za bojno podporo in zagotovitev delovanja.
V 72. brigado so se do 1. julija 2004 prepodredili 45. oklepni bataljon, 460. artilerijski bataljon (združila sta se 460. in 760. artilerijski bataljon), 132. gorski bataljon in 18. bataljon za radiološko, kemično in biološko obrambo (RKBO), 14. inženirski bataljon, 76. protioklepni bataljon se je preoblikoval v 76. protioklepno četo in formirala se  je 72. poveljniško-logistična četa.
Leta 2004 se je 670. logistični bataljon prepodredil v 1. brigado, 172. in 122. učni bataljon pehote sta se ukinila.
Leta 2004 je bil tudi začetek usposabljanja prostovoljne pogodbene rezervne sestave v 72. brigadi.
Leta 2007 se je razformirala 76. protioklepna četa, leta 2008 se je 74. oklepno-mehanizirani bataljon prepodredil v 1. brigado, 72. poveljniško-logistična četa (POVLOGČ) se je preoblikovala v 72. poveljniško-logistični vod.

### 2013–danes: pehotna brigada
V sklopu transformacije Slovenske vojske 1. julija 2025 se je 72. brigada preoblikovala v novo sestavo, ki jo ima danes.
72. brigado sestavljajo poveljstvo, 20. lahki pehotni bataljon, 74. srednji pehotni bataljon, Baterija za ognjeno podporo in 76. protioklepna četa.
Ob transformaciji 2013 so se ukinili 18. bataljon RKBO, 14. inženirski bataljon, 460. artilerijski bataljon, 45. oklepni bataljon in 72. poveljniško-logistični vod, 132. gorski bataljon se je prepodredil v 1. brigado.
Ob preoblikovanju so 72. brigada in podrejene enote dobile nove oznake. 
Prvega julija 2024 je bil teritorialni polk prerazporedil pod poveljstvo prostorskih sil-

### Poveljniki
- polkovnik Venčeslav Ogrinc (1993–1997), poveljnik brigade kot vojne enote,
- podpolkovnik Franc Ošljak (1997–2001),
- podpolkovnik Jože Murko (2001–2003),
- podpolkovnik Vladimir Maher (2003–2005),
- podpolkovnik Friderik Škamlec (2005–2008),
- podpolkovnik Ernest Anželj (2008–2010),
- polkovnik Dušan Toš (2010–2013),
- brigadir Franc Koračin (2013–2018),
- polkovnik Uroš Paternus (2018–2018),
- brigadir Peter Zakrajšek (2018–2020),
- brigadir Boštjan Baš (2021–2023),
- polkovnik Gregor Hafner (2023-danes).